# Stictopisthus polonius
Stictopisthus polonius är en stekelart som beskrevs av Schwenke 1999. Stictopisthus polonius ingår i släktet Stictopisthus och familjen brokparasitsteklar. Inga underarter finns listade i Catalogue of Life.